# Noah Knows Best
Noah Knows Best es una serie original de la cadena de televisión infantil Nickelodeon. El show se estrenó el 7 de octubre de 2000 y fue cancelada y terminada el 6 de enero de 2001 con 13 episodios, de los cuales cuatro nunca se estrenaron en Nickelodeon por muy baja audiencia. La serie fue protagonizada por Phillip Van Dyke, de la serie de televisión original de Nickelodeon, Clarissa Explains It All.

## Reparto
- Phillip Van Dyke - Noah Beznick
- Rachel Roth - Megan Beznick
- Richard Kline - Jeff Beznick
- Willie Green - Alton Martin
- Marcia Strassman - Martine Beznick
- Stacy Meadows- D.J. Martin
- Cori Yarckin - Camille Ruiz
- Dempsey Pappion - Big Frankie

## Episodios
| Temporada | Temporada | Episodios | Emisión en Estados Unidos | Emisión en Estados Unidos |
| Temporada | Temporada | Episodios | Comienzo                  | Final                     |
| --------- | --------- | --------- | ------------------------- | ------------------------- |
|           | 1         | 9 (13)    | 7 de octubre de 2000      | 6 de enero de 2001        |

## Lista

### Temporada 1: 2000 - 2001
| Serie # | Temp. # | Episodio              | Director       | Escritores(es)             | Estreno en Estados Unidos | Código |
| ------- | ------- | --------------------- | -------------- | -------------------------- | ------------------------- | ------ |
| 1       | 1       | «The Tickets»         | Pamela Dresser | Nick Woolfolk & Ken Lipman | 7 de octubre de 2000      | —      |
| 2       | 2       | «The Computer»        | Sandep Rahi    | Nick Woolfolk              | 14 de octubre de 2000     | —      |
| 3       | 3       | «Noah Knows Politics» | Pamela Dresser | N/A                        | 21 de octubre de 2000     | —      |
| 4       | 4       | «Door to Door»        | N/A            | Nick Woolfolk              | 4 de noviembre de 2000    | —      |
| 5       | 5       | «Keep the Change»     | N/A            | N/A                        | 18 de noviembre de 2000   | —      |
| 6       | 6       | «Pink Slip-Up»        | Pamela Dresser | Ken Lipman                 | 3 de diciembre de 2000    | —      |
| 7       | 7       | «Slices of Life»      | N/A            | N/A                        | 10 de diciembre de 2000   | —      |
| 8       | 8       | «Lost Night»          | N/A            | Nick Woolfolk & Ken Lipman | 17 de diciembre de 2000   | —      |
| 9       | 9       | «The Final Insult»    | Pamela Dresser | Nick Woolfolk & Ken Lipman | 6 de enero de 2001        | —      |

### Episodios sin estrenar
| Serie # | Temp. # | Episodio               | Código |
| ------- | ------- | ---------------------- | ------ |
| 10      | 1       | «Slam Book»            | —      |
| 11      | 2       | «Noah's Art»           | —      |
| 12      | 3       | «Clipped in the Wings» | —      |
| 13      | 4       | «The Tutor»            | —      |

- Datos: Q689694